# Sphingozona flavipes
Sphingozona flavipes là một loài tò vò trong họ Ichneumonidae.